# Sainte-Adresse
Sainte-Adresse település Franciaországban, Seine-Maritime megyében. Lakosainak száma 7015 fő (2022. január 1.). Sainte-Adresse Le Havre községgel határos.

## Népesség
A település népessége az elmúlt években az alábbi módon változott:
| Lakosok száma | 7351 | 7389 | 7673 | 7389 | 7349 | 7317 | 7216 | 7116 | 7015 |
|               | 2013 | 2015 | 2016 | 2017 | 2018 | 2019 | 2020 | 2021 | 2022 |